# 斯托爾尼切尼-普勒熱斯庫鄉
47°12′N 26°44′E / 47.200°N 26.733°E
斯托爾尼切尼-普勒熱斯庫鄉（羅馬尼亞語：Comuna Stolniceni-Prăjescu, Iași），是羅馬尼亞的鄉份，位於該國東北部，由雅西縣負責管轄，面積63平方公里，海拔高度236米，2007年人口5,547，人口密度每平方公里87人。